# 纳莱斯
纳莱斯（義大利語：Nalles），是意大利博尔扎诺-上阿迪杰自治省的一个市镇。总面积12平方公里，人口1761人，人口密度146.8人/平方公里（2009年）。ISTAT代码为021055。